# 대한민국의 우편번호

우체국 로고

대한민국의 우편번호는 1970년 7월 1일에 최초제정된 우편번호 제도로, 1988년, 2000년과 2015년에 세 차례 개정되었다.

## 역사
- 1970년 7월 1일에 처음 도입하였다. 우체국별로 우편번호를 부여하였는데, 동지역이 우편번호를 가질 때는 3자리와 2자리를 병기하여 120-01(서울 서대문구 수색동), 구지역의 경우는 3자리로 100(서울 중구)과 같이 부여하였다. 행정 구역별로 부여된 현행 우편번호와는 달리, 1970년에 시행된 우편번호 체계에서는 철도 운송 선로를 고려하여 우편번호를 ‘우체국별로’ 부여하였다. 따라서 우편번호와 행정 구역이 일치하지 않는 경우가 많았다. 큰 우체국은 세 자리 우편번호를, 작은 우체국은 다섯 자리 우편번호를 사용하였는데, 예를 들면 서울중앙우체국은 100, 서울수색우체국은 120-01이었다. 400번대는 결번이었고(4자 금기), 700번대는 군사우편, 800번대는 황해도, 900번대는 평안도, 000번대는 함경도이었다.[1][2]
- 1988년 2월 1일에 행정구역별로 읍면동 단위의 6자리 우편번호를 새로 부여하였는데, 행정구역 개편과 고속도로 개통 등 운송망의 변화를 반영하였다.

종전에 없던 400번대가 경기.인천 지역으로 할당되며 군사우편 전용인 700번대는 대구 경북지역으로 바뀌었다.
- 2000년 5월 1일에 행정구역별 우편번호에 우편물 배달이 더욱 용이하도록 집배원의 담당구역별로 우편번호를 부여하였다. 1988년에 부여한 우편번호를 기본 골자로 하는데, 전국 우편집중국 체제의 완성과 우편물구분 자동화기기의 도입에 따라 집배원별 담당구역과 일치하도록 우편번호를 세분화한 것이다.
- 2014년 1월부터 시행된 도로명주소법과 더불어 도입된 국가기초구역제도에 따라 6자리 우편번호는 2015년 8월에 폐지되고, 2015년 8월 1일부터 국가기초구역번호 5자리를 우편번호로 사용하고 있다.

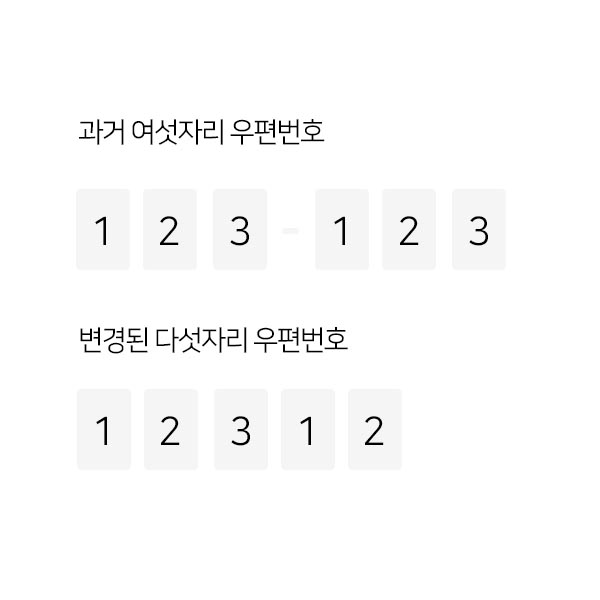
앞2자리는 국가기초구역번호

### 역대 우편번호의 표기방식
- 1970년 ~ 1987년 : 예(서울 서대문구 수색동) 120-01
- 1988년 ~ 2015년 7월 : 예(서울 은평구 수색동) 122-090
- 2015년 8월 ~ : 예(서울 은평구 수색동주민센터 일대) 03488

## 구조

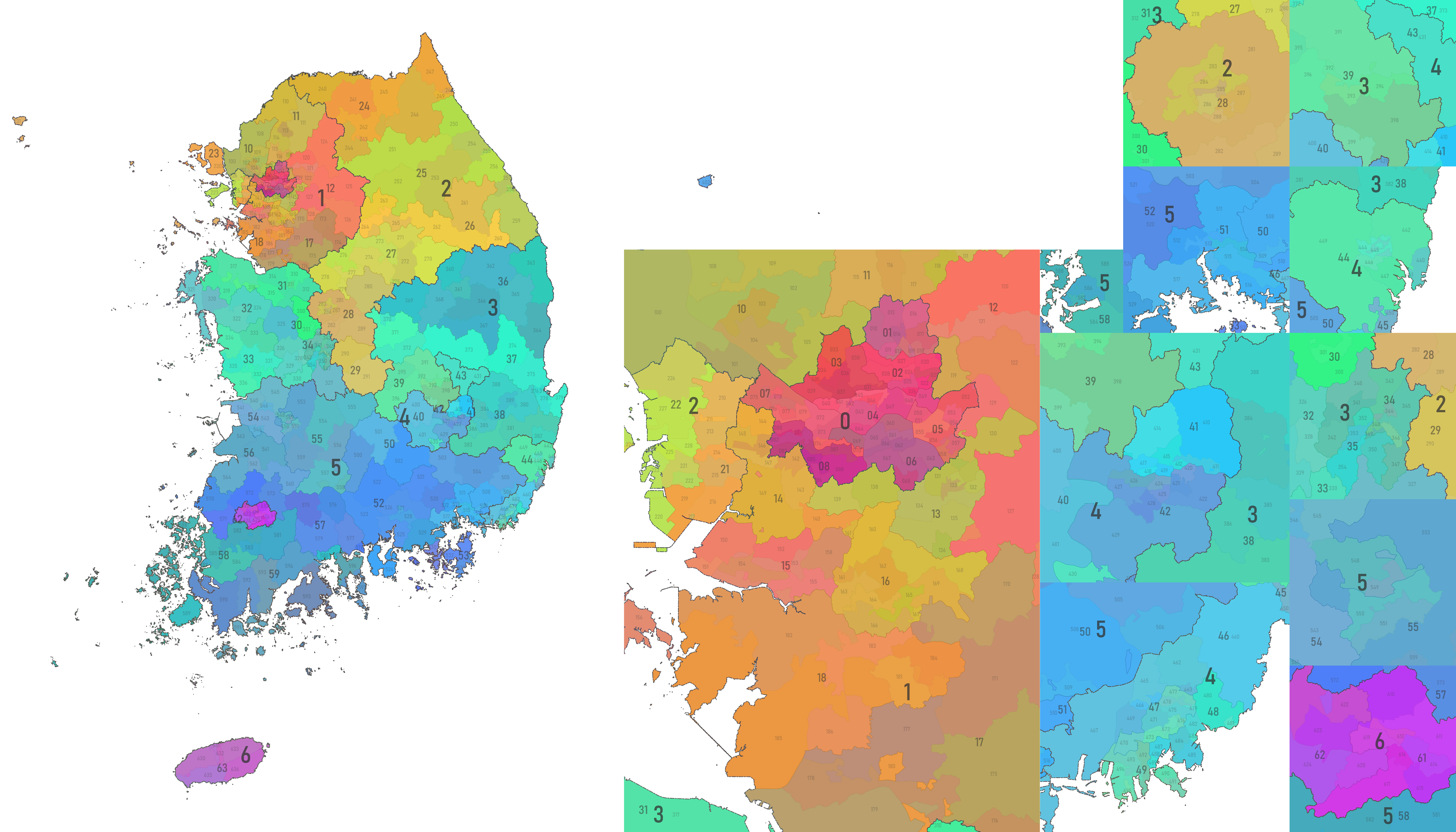
대한민국의 우편번호 지도.

현재 도로명주소를 기반으로 구역을 정하여 번호를 부여한 국가기초구역번호를 사용하고 있다. 현재 가장 이른 번호를 사용하는 지역은 서울특별시 강북구 우이동 일대(삼양로177길~삼양로181길 등)로, 01000번이 부여되어 있다.
국가기초구역 번호 광역시도별
| 번호  | 지역 |
| 01-09 | 서울 |
| 10-20 | 경기 |
| 21-23 | 인천 |
| 24-26 | 강원 |
| 27-29 | 충북 |
| 30    | 세종 |
| 31-33 | 충남 |
| 34-35 | 대전 |
| 36-40 | 경북 |
| 41-43 | 대구 |
| 44-45 | 울산 |
| 46-49 | 부산 |
| 50-53 | 경남 |
| 54-56 | 전북 |
| 57-60 | 전남 |
| 61-62 | 광주 |
| 63    | 제주 |

### 우편번호 5자리 구조
국가기초구역번호의 앞 세 자리 부여 현황은 아래 표와 같다. ■ 회색으로 칠해진 영역은 사용하지 않는 번호대이다.
|      |    | 0              | 1              | 2        | 3        | 4        | 5        | 6        | 7        | 8        | 9      |
| ---- | -- | -------------- | -------------- | -------- | -------- | -------- | -------- | -------- | -------- | -------- | ------ |
| 서울 | 01 | 강북구         | 강북구         | 강북구   | 도봉구   | 도봉구   | 도봉구   | 노원구   | 노원구   | 노원구   | 노원구 |
| 서울 | 02 | 중랑구         | 중랑구         | 중랑구   | 중랑구   | 동대문구 | 동대문구 | 동대문구 | 성북구   | 성북구   | 성북구 |
| 서울 | 03 | 종로구         | 종로구         | 종로구   | 은평구   | 은평구   | 은평구   | 서대문구 | 서대문구 | 서대문구 | 마포구 |
| 서울 | 04 | 마포구         | 마포구         | 마포구   | 용산구   | 용산구   | 중구     | 중구     | 성동구   | 성동구   | 광진구 |
| 서울 | 05 | 광진구         | 광진구         | 강동구   | 강동구   | 강동구   | 송파구   | 송파구   | 송파구   | 송파구   | 송파구 |
| 서울 | 06 | 강남구         | 강남구         | 강남구   | 강남구   | 강남구   | 서초구   | 서초구   | 서초구   | 서초구   | 동작구 |
| 서울 | 07 | 동작구         | 동작구         | 영등포구 | 영등포구 | 영등포구 | 강서구   | 강서구   | 강서구   | 강서구   | 양천구 |
| 서울 | 08 | 양천구         | 양천구         | 구로구   | 구로구   | 구로구   | 금천구   | 금천구   | 관악구   | 관악구   | 관악구 |
| 서울 | 09 |                |                |          |          |          |          |          |          |          |        |
| 경기 | 10 | 김포시         | 김포시         | 고양시   | 고양시   | 고양시   | 고양시   | 고양시   | 고양시   | 파주시   | 파주시 |
| 경기 | 11 | 연천군         | 포천시         | 포천시   | 동두천시 | 양주시   | 양주시   | 의정부시 | 의정부시 | 의정부시 | 구리시 |
| 경기 | 12 | 남양주시       | 남양주시       | 남양주시 | 남양주시 | 가평군   | 양평군   | 여주시   | 광주시   | 광주시   | 하남시 |
| 경기 | 13 | 하남시         | 성남시         | 성남시   | 성남시   | 성남시   | 성남시   | 성남시   | 성남시   | 과천시   | 안양시 |
| 경기 | 14 | 안양시         | 안양시         | 광명시   | 광명시   | 부천시   | 부천시   | 부천시   | 부천시   | 부천시   | 시흥시 |
| 경기 | 15 | 시흥시         | 시흥시         | 안산시   | 안산시   | 안산시   | 안산시   | 안산시   | 안산시   | 군포시   | 군포시 |
| 경기 | 16 | 의왕시         | 의왕시         | 수원시   | 수원시   | 수원시   | 수원시   | 수원시   | 수원시   | 용인시   | 용인시 |
| 경기 | 17 | 용인시         | 용인시         | 용인시   | 이천시   | 이천시   | 안성시   | 안성시   | 평택시   | 평택시   | 평택시 |
| 경기 | 18 | 평택시         | 오산시         | 화성시   | 화성시   | 화성시   | 화성시   | 화성시   | 화성시   |          |        |
| 경기 | 19 |                |                |          |          |          |          |          |          |          |        |
| 경기 | 20 |                |                |          |          |          |          |          |          |          |        |
| 인천 | 21 | 계양구         | 계양구         | 계양구   | 부평구   | 부평구   | 남동구   | 남동구   | 남동구   | 남동구   | 연수구 |
| 인천 | 22 | 연수구         | 미추홀구       | 미추홀구 | 중구     | 중구     | 동구     | 서구     | 서구     | 서구     | 서구   |
| 인천 | 23 | 강화군         | 옹진군         |          |          |          |          |          |          |          |        |
| 강원 | 24 | 철원군         | 화천군         | 춘천시   | 춘천시   | 춘천시   | 양구군   | 인제군   | 고성군   | 속초시   | 속초시 |
| 강원 | 25 | 양양군         | 홍천군         | 횡성군   | 평창군   | 강릉시   | 강릉시   | 강릉시   | 동해시   | 동해시   | 삼척시 |
| 강원 | 26 | 태백시         | 정선군         | 영월군   | 원주시   | 원주시   | 원주시   |          |          |          |        |
| 충북 | 27 | 단양군         | 제천시         | 제천시   | 충주시   | 충주시   | 충주시   | 음성군   | 음성군   | 진천군   | 증평군 |
| 충북 | 28 | 괴산군         | 청주시         | 청주시   | 청주시   | 청주시   | 청주시   | 청주시   | 청주시   | 청주시   | 보은군 |
| 충북 | 29 | 옥천군         | 영동군         |          |          |          |          |          |          |          |        |
| 세종 | 30 | 세종특별자치시 | 세종특별자치시 |          |          |          |          |          |          |          |        |
| 충남 | 31 | 천안시         | 천안시         | 천안시   | 천안시   | 아산시   | 아산시   | 아산시   | 당진시   | 당진시   | 서산시 |
| 충남 | 32 | 서산시         | 태안군         | 홍성군   | 홍성군   | 예산군   | 공주시   | 공주시   | 금산군   | 계룡시   | 논산시 |
| 충남 | 33 | 논산시         | 부여군         | 부여군   | 청양군   | 보령시   | 보령시   | 서천군   |          |          |        |
| 대전 | 34 | 유성구         | 유성구         | 유성구   | 대덕구   | 대덕구   | 동구     | 동구     | 동구     | 중구     | 중구   |
| 대전 | 35 | 중구           | 중구           | 서구     | 서구     | 서구     |          |          |          |          |        |
| 경북 | 36 | 영주시         | 영주시         | 봉화군   | 울진군   | 영덕군   | 영양군   | 안동시   | 안동시   | 예천군   | 문경시 |
| 경북 | 37 | 문경시         | 상주시         | 상주시   | 의성군   | 청송군   | 포항시   | 포항시   | 포항시   | 포항시   | 포항시 |
| 경북 | 38 | 경주시         | 경주시         | 경주시   | 청도군   | 경산시   | 경산시   | 경산시   | 경산시   | 영천시   | 영천시 |
| 경북 | 39 | (군위군)       | 구미시         | 구미시   | 구미시   | 구미시   | 김천시   | 김천시   | 김천시   | 칠곡군   | 칠곡군 |
| 경북 | 40 | 성주군         | 고령군         | 울릉군   |          |          |          |          |          |          |        |
| 대구 | 41 | 동구           | 동구           | 동구     | 동구     | 북구     | 북구     | 북구     | 서구     | 서구     | 중구   |
| 대구 | 42 | 수성구         | 수성구         | 수성구   | 수성구   | 남구     | 남구     | 달서구   | 달서구   | 달서구   | 달성군 |
| 대구 | 43 | 달성군         | 군위군         |          |          |          |          |          |          |          |        |
| 울산 | 44 | 동구           | 동구           | 북구     | 북구     | 중구     | 중구     | 남구     | 남구     | 남구     | 울주군 |
| 울산 | 45 | 울주군         | 울주군         |          |          |          |          |          |          |          |        |
| 부산 | 46 | 기장군         | 기장군         | 금정구   | 금정구   | 금정구   | 북구     | 북구     | 강서구   | 강서구   | 사상구 |
| 부산 | 47 | 사상구         | 부산진구       | 부산진구 | 부산진구 | 부산진구 | 연제구   | 연제구   | 동래구   | 동래구   | 동래구 |
| 부산 | 48 | 해운대구       | 해운대구       | 수영구   | 수영구   | 남구     | 남구     | 남구     | 동구     | 동구     | 중구   |
| 부산 | 49 | 영도구         | 영도구         | 서구     | 사하구   | 사하구   | 사하구   |          |          |          |        |
| 경남 | 50 | 함양군         | 거창군         | 합천군   | 창녕군   | 밀양시   | 양산시   | 양산시   | 양산시   | 김해시   | 김해시 |
| 경남 | 51 | 김해시         | 창원시         | 창원시   | 창원시   | 창원시   | 창원시   | 창원시   | 창원시   | 창원시   | 창원시 |
| 경남 | 52 | 함안군         | 의령군         | 산청군   | 하동군   | 남해군   | 사천시   | 진주시   | 진주시   | 진주시   | 고성군 |
| 경남 | 53 | 통영시         | 통영시         | 거제시   | 거제시   |          |          |          |          |          |        |
| 전북 | 54 | 군산시         | 군산시         | 군산시   | 김제시   | 김제시   | 익산시   | 익산시   | 익산시   | 전주시   | 전주시 |
| 전북 | 55 | 전주시         | 전주시         | 전주시   | 완주군   | 진안군   | 무주군   | 장수군   | 남원시   | 남원시   | 임실군 |
| 전북 | 56 | 순창군         | 정읍시         | 정읍시   | 부안군   | 고창군   |          |          |          |          |        |
| 전남 | 57 | 영광군         | 함평군         | 장성군   | 담양군   | 담양군   | 곡성군   | 구례군   | 광양시   | 광양시   | 순천시 |
| 전남 | 58 | 순천시         | 화순군         | 나주시   | 나주시   | 영암군   | 무안군   | 목포시   | 목포시   | 신안군   | 진도군 |
| 전남 | 59 | 해남군         | 완도군         | 강진군   | 장흥군   | 보성군   | 고흥군   | 여수시   | 여수시   | 여수시   |        |
| 전남 | 60 |                |                |          |          |          |          |          |          |          |        |
| 광주 | 61 | 북구           | 북구           | 북구     | 북구     | 동구     | 동구     | 남구     | 남구     | 남구     | 서구   |
| 광주 | 62 | 서구           | 서구           | 광산구   | 광산구   | 광산구   | 광산구   |          |          |          |        |
| 제주 | 63 | 제주시         | 제주시         | 제주시   | 제주시   | 제주시   | 서귀포시 | 서귀포시 |          |          |        |

- 2023년 11월 7일에 고시 제2023-50호, 도로명 주소 연계 우편번호 조정 고시 기준으로 보면 총 우편번호 개수는 34,605개이며 우편번호가 부여된 도로명주소는 총 6,406,401건(2023년 11월 7일 기준) 등록되어 있으며, 국가 기초구역번호의 부여·변경·폐지에 따라 조정된다.  (관계법령은 도로명주소법 제7조 6항 및 제8조 5항)

- 2026년 인천광역시 행정체제 개편으로 중구, 동구는 제물포구, 영종구로 개편, 서구는 서구와 검단구로 분할이 예정되어 우편번호 변화가 있을 것으로 보인다.

- 99999는 반송정보서비스에 가입된 우편물의 반송을 위한 가상 우편번호로 사용되고 있으며, 가상 주소인 "우편집중국 반송정보센터"로 표기된다.[5]

1. ↑  28100~28299는 옛 청원군 지역에, 28300~28899는 옛 청주시 지역에 할당되어 있다.
2. ↑  2023년 6월까지
3. ↑  2023년 7월부터

## 6자리 우편번호 (1988~2015)
발송용 번호
우편번호 앞 부분의 세 자리는 발송용 번호로, 우편물의 도착지 행정구역을 기준으로 부여한 번호이다. 우편집중국에서 발송구분용으로 사용한다. 첫째자리는 광역행정구역(특별시·광역시·도·특별자치도 등) 별로 부여하고, 둘째자리는 주민생활권이나 집중국 권역, 셋째자리는 시·군·구 별로 부여한다. 둘 이상의 기초자치단체가 통합하고, 구가 없는 도농복합시의 경우 통합 전 서로 다르게 써 왔던 앞 3자리를 일치시키는 것이 원칙이나, 우편번호가 중복될 수 있을 경우는 그렇게 하지 않는다. 가령 익산시의 경우 이리시는 570, 익산군은 572를 사용하였으나 뒤 3자리가 겹치는 지역이 없었으므로 구 익산군 지역은 앞 3자리를 572에서 570으로 바꾸고 뒤 3자리는 그대로 사용하게 되었다. 그러나 평택시의 경우 뒤 3자리가 겹치는 지역이 있었기 때문에 구 평택시, 평택군, 송탄시는 앞 3자리를 서로 다르게 사용한다.
아래 도표는 앞 세 자리 번호별로 지정된 행정 구역을 기록해둔 것이다. 괄호는 폐지된 행정 구역을 나타낸다. 1995년 이전 행정 구역의 우편번호 부여 현황은 우편번호 변경 고시를 참조하였다.
| 지역               | 번호 | 0                         | 1                         | 2                 | 3                  | 4               | 5                  | 6               | 7           | 8         | 9                       |
| ------------------ | ---- | ------------------------- | ------------------------- | ----------------- | ------------------ | --------------- | ------------------ | --------------- | ----------- | --------- | ----------------------- |
| 서 울 특 별 시     | 10X  | 중구                      |                           |                   |                    |                 |                    |                 |             |           |                         |
| 서 울 특 별 시     | 11X  | 종로구                    |                           |                   |                    |                 |                    |                 |             |           |                         |
| 서 울 특 별 시     | 12X  | 서대문구                  | 마포구                    | 은평구            |                    |                 |                    |                 |             |           |                         |
| 서 울 특 별 시     | 13X  | 동대문구                  | 중랑구                    | 도봉구            | 성동구             | 강동구          | 강남구             | 성북구          | 서초구      | 송파구    | 노원구                  |
| 서 울 특 별 시     | 14X  | 용산구                    |                           | 강북구            | 광진구             |                 |                    |                 |             |           |                         |
| 서 울 특 별 시     | 15X  | 영등포구                  | 관악구                    | 구로구            | 금천구             |                 |                    | 동작구          | 강서구      | 양천구    |                         |
| 강 원 도           | 20X  | 춘천시                    |                           |                   |                    |                 |                    | (춘천군)        |             |           | 화천군                  |
| 강 원 도           | 21X  | 강릉시                    |                           |                   | (명주군)           |                 | 양양군             |                 | 속초시      |           | 고성군                  |
| 강 원 도           | 22X  | 원주시                    |                           | (원주군)          |                    |                 | 횡성군             |                 |             |           |                         |
| 강 원 도           | 23X  | 영월군                    |                           | 평창군            | 정선군             |                 | 태백시             |                 |             |           |                         |
| 강 원 도           | 24X  | 동해시                    |                           |                   |                    |                 | 삼척시             | (삼척군)        |             |           |                         |
| 강 원 도           | 25X  | 홍천군                    |                           | 인제군            |                    |                 | 양구군             |                 |             |           |                         |
| 강 원 도           | 26X  |                           |                           |                   |                    |                 |                    |                 |             |           | 철원군                  |
| 대전               | 30X  | 동구                      | 중구                      | 서구              |                    |                 | 유성구             | 대덕구          |             |           |                         |
| 충 청 남 도 · 세종 | 31X  |                           |                           | 금산군            |                    | 공주시          | (공주군)           |                 |             |           |                         |
| 충 청 남 도 · 세종 | 32X  | 논산시                    | 계룡시                    |                   | 부여군             |                 | 서천군             |                 |             |           |                         |
| 충 청 남 도 · 세종 | 33X  | 천안 동남                 | 천안 서북                 |                   | (천안군)           |                 |                    | 아산시 (온양시) | (아산군)    |           | 세종특별자치시 (연기군) |
| 충 청 남 도 · 세종 | 34X  | 예산군                    |                           |                   | 당진시             |                 | 청양군             |                 |             |           |                         |
| 충 청 남 도 · 세종 | 35X  | 홍성군                    |                           | (서산군)          | (보령군)           |                 | 보령시 (대천시)    | 서산시          | 태안군      |           |                         |
| 충 청 북 도        | 36X  | 청주 상당                 | 청주 흥덕                 | 청주 서원         | 청주 청원 (청원군) |                 | 진천군             |                 | 괴산군      | 증평군    | 음성군                  |
| 충 청 북 도        | 37X  | 영동군                    |                           |                   | 옥천군             |                 |                    | 보은군          |             |           |                         |
| 충 청 북 도        | 38X  | 충주시                    |                           |                   | (중원군)           |                 |                    |                 |             |           |                         |
| 충 청 북 도        | 39X  | 제천시                    |                           |                   | (제천군)           |                 | 단양군             |                 |             |           |                         |
| 인천               | 40X  | 중구                      | 동구                      | 남구              | 부평구             | 서구            | 남동구             | 연수구          | 계양구      |           | 옹진군                  |
| 경 기 도           | 41X  | 고양 일산동               | 고양 일산서               | 고양 덕양         | 파주시             |                 | 김포시             |                 | 인천 강화군 |           |                         |
| 경 기 도           | 42X  | 부천 원미                 | 부천 오정                 | 부천 소사         | 광명시             |                 | 안산 단원          | 안산 상록       | 과천시      |           | 시흥시                  |
| 경 기 도           | 43X  | 안양 만안                 | 안양 동안                 |                   |                    |                 | 군포시             |                 | 의왕시      |           |                         |
| 경 기 도           | 44X  | 수원 장안                 | 수원 권선                 | 수원 팔달         | 수원 영통          |                 | 화성시             | 용인 기흥       | 오산시      | 용인 수지 | 용인 처인               |
| 경 기 도           | 45X  | 평택시                    | 평택시 (평택군)           |                   |                    |                 |                    | 안성시          |             |           | 평택시 (송탄시)         |
| 경 기 도           | 46X  |                           | 성남 수정                 | 성남 중원         | 성남 분당          | 광주시          | 하남시             |                 | 이천시      |           | 여주시                  |
| 경 기 도           | 47X  |                           | 구리시                    | 남양주시 (미금시) | (남양주군)         |                 |                    | 양평군          | 가평군      |           |                         |
| 경 기 도           | 48X  | 의정부시                  |                           | 양주시            | 동두천시           |                 |                    | 연천군          | 포천시      |           |                         |
| 광주               | 50X  | 북구                      | 동구                      | 서구              | 남구               |                 |                    | 광산구          |             |           |                         |
| 전 라 남 도        | 51X  |                           |                           |                   | 영광군             |                 | 장성군             | 곡성군          | 담양군      |           | 화순군                  |
| 전 라 남 도        | 52X  | 나주시                    |                           |                   | (나주군)           |                 | 함평군             | 영암군          | 강진군      |           | 장흥군                  |
| 전 라 남 도        | 53X  | 목포시                    |                           |                   |                    | 무안군          | 신안군             | 해남군          | 완도군      |           | 진도군                  |
| 전 라 남 도        | 54X  | 순천시                    | (승주군)                  | 구례군            |                    | (동광양시)      | 광양시 (광양군)    | 보성군          |             | 고흥군    |                         |
| 전 라 남 도        | 55X  | 여수시                    |                           |                   |                    |                 | 여수시 (여천시)    | 여수시 (여천군) |             |           |                         |
| 전 라 북 도        | 56X  | 전주 완산                 | 전주 덕진                 |                   |                    |                 | 완주군             | 임실군          | 진안군      | 무주군    |                         |
| 전 라 북 도        | 57X  | 익산시 (이리시)           |                           | (익산군)          | 군산시             |                 | (옥구군)           | 김제시          | (김제군)    |           | 부안군                  |
| 전 라 북 도        | 58X  | 정읍시 (정주시)           |                           | (정읍군)          |                    |                 | 고창군             |                 |             |           |                         |
| 전 라 북 도        | 59X  | 남원시                    |                           |                   | (남원군)           |                 | 순창군             |                 | 장수군      |           |                         |
| 부 산              | 60X  | 중구                      | 동구                      | 서구              |                    | 사하구          |                    | 영도구          | 동래구      | 남구      | 금정구                  |
| 부 산              | 61X  |                           | 연제구                    | 해운대구          | 수영구             | 부산진구        |                    | 북구            | 사상구      | 강서구    | 기장군                  |
| 경 상 남 도        | 62X  |                           | 김해시                    |                   | (김해군)           |                 |                    | 양산시          | 밀양시      | (밀양군)  |                         |
| 경 상 남 도        | 63X  | 창원 마산회원 (마산 회원) | 창원 마산합포 (마산 합포) |                   |                    | (창원군)        | 창녕군             | 의령군          | 함안군      | 고성군    |                         |
| 경 상 남 도        | 64X  |                           | 창원 의창                 | 창원 성산         |                    |                 | 창원 진해 (진해시) |                 |             |           |                         |
| 경 상 남 도        | 65X  | 통영시 (충무시)           | (통영군)                  |                   |                    |                 |                    | 거제시 (거제군) | (장승포시)  |           |                         |
| 경 상 남 도        | 66X  | 진주시                    |                           |                   | (진양군)           | 사천시 (사천군) | (삼천포시)         | 산청군          | 하동군      | 남해군    |                         |
| 경 상 남 도        | 67X  | 거창군                    |                           |                   |                    |                 |                    | 함양군          |             | 합천군    |                         |
| 울산               | 68X  | 남구                      | 중구                      | 동구              | 북구               |                 |                    |                 |             |           | 울주군                  |
| 제주               | 69X  | 제주시                    |                           |                   |                    |                 | 제주시 (북제주군)  |                 | 서귀포시    |           | 서귀포시 (남제주군)     |
| 대구               | 70X  | 중구                      | 동구                      | 북구              | 서구               | 달서구          | 남구               | 수성구          |             |           |                         |
| 경 상 북 도        | 71X  |                           | 대구 달성군               | 경산시            | (경산군)           | 청도군          |                    | 군위군          | 고령군      | 칠곡군    | 성주군                  |
| 경 상 북 도        | 72X  |                           |                           |                   |                    |                 |                    |                 |             |           |                         |
| 경 상 북 도        | 73X  | 구미시                    |                           |                   |                    | (선산군)        |                    |                 |             |           |                         |
| 경 상 북 도        | 74X  | 김천시                    | (금릉군)                  | 상주시            | (상주군)           | (점촌시)        | 문경시 (문경군)    |                 |             |           |                         |
| 경 상 북 도        | 75X  | 영주시                    | (영풍군)                  |                   |                    |                 | 봉화군             |                 | 예천군      |           |                         |
| 경 상 북 도        | 76X  | 안동시                    |                           | (안동군)          | 청송군             | 영양군          |                    | 영덕군          | 울진군      |           | 의성군                  |
| 경 상 북 도        | 77X  | 영천시                    | (영천군)                  |                   |                    |                 |                    |                 |             |           |                         |
| 경 상 북 도        | 78X  | 경주시                    |                           |                   |                    |                 |                    |                 |             | (경주군)  |                         |
| 경 상 북 도        | 79X  | 포항 남구                 | 포항 북구                 |                   |                    |                 | (영일군)           |                 |             |           | 울릉군                  |

배달용 번호
배달용 번호는 우편물을 수신자에게 전달할 때 사용하기 위한 번호로, 집배원별 담당구역과 일치하도록 세분화하여 부여한다. 동이나 면 단위로 구분하나, 그 이하로 건물이나 사서함 단위까지 구분하기도 한다. 법정동을 기준으로 부여하며, 법정동 내에 행정동이 여러개 존재할 때에는 법정동과 행정동 모두 각각 우편번호를 부여한다. 예외적으로 여러개의 법정동에 하나의 행정동이 존재할 경우에는 법정동별로 우편번호를 부여하며, 행정동에는 우편번호를 부여하지 않는다.
공동주택의 경우 1일 500통, 빌딩이나 기관 등의 경우는 1일 300통 이상의 우편 배달 물량이 있을 때에 개별 우편번호를 부여한다. 다량배달처의 우편번호 부여는 해당 지역의 관할 우체국장의 허가가 필요하다.
999-999는 우편반송정보센터에 가맹된 기관의 우편을 위한 반송용 가상번호였으며, "우편집중국 사서함 99호"라고 표기되었다.

## 5자리 우편번호 (1970~1988)
1986년 기준 우편번호 부여 현황은 1986년 행정구역총람의 1014면 이후에서 확인할 수 있다.
1970년 도입 당시의 우편번호 부여 현황은 1970년 관보 제 5583호에 고시되어 있다.
중계국 번호
아래는 1970년 우편번호 체계가 처음 도입될 시점에서의 중계국 번호이다.
- 100번대: 경기 지방
  - 100 서울중앙우체국
  - 110 광화문우체국
  - 120 서대문우체국
    - 121 서울마포우체국

  - 130 동대문우체국
    - 131 서울청량우체국
    - 132 서울성북우체국
    - 133 서울성동우체국

  - 140 용산우체국
  - 150 영등포우체국
  - 160 인천우체국
  - 170 수원우체국
    - 171 안양우체국
    - 172 이천우체국

  - 180 평택우체국
- 200번대: 관동 지방
  - 200 춘천우체국
    - 201 홍천우체국

  - 210 강릉우체국
    - 211 묵호우체국

  - 220 원주우체국
  - 230 영월우체국
  - 240 삼척우체국
    - 241 철암우체국
- 300번대: 호서 지방
  - 300 대전우체국
    - 301 공주우체국
    - 302 옥천우체국

  - 310 청주우체국
    - 311 증평우체국
    - 312 음성우체국

  - 320 조치원우체국
  - 330 천안우체국
    - 331 온양우체국

  - 340 예산우체국
  - 350 홍성우체국
    - 351 광천우체국
    - 352 서산우체국
    - 353 대천우체국
    - 354 서천우체국

  - 360 논산우체국
  - 370 영동우체국
  - 380 충주우체국
  - 390 제천우체국
    - 391 단양우체국
- 500번대: 호남 지방
  - 500 광주우체국
    - 501 송정우체국
    - 502 장성우체국

  - 510 이리우체국
    - 511 군산우체국

  - 520 전주우체국
    - 521 임실우체국

  - 530 남원우체국
  - 540 순천우체국
    - 541 구례우체국
    - 542 여수우체국
    - 543 벌교우체국
    - 544 보성우체국

  - 550 김제우체국
  - 560 정읍우체국
    - 561 신태인우체국

  - 570 영산포우체국
    - 571 나주우체국
    - 572 학교우체국
    - 573 해남우체국
    - 574 완도우체국

  - 580 목포우체국
  - 590 제주우체국
- 600번대: 영남 지방
  - 600 부산우체국
    - 601 북부산우체국
    - 602 진해우체국
    - 603 충무우체국
    - 604 남해우체국
    - 605 밀양우체국

  - 610 마산우체국
    - 611 군북우체국

  - 620 진주우체국
    - 621 하동우체국
    - 622 합천우체국

  - 630 대구우체국
    - 631 청도우체국
    - 632 경산우체국
    - 633 왜관우체국

  - 640 김천우체국
    - 641 구미우체국
    - 642 상주우체국
    - 643 점촌우체국

  - 650 영주우체국
  - 660 안동우체국
  - 670 의성우체국
    - 671 영천우체국

  - 680 포항우체국
    - 681 경주우체국

  - 690 울산우체국